# BWF World Tour Finals 2023
Die BWF World Tour Finals 2023 waren das abschließende Turnier der BWF World Tour 2023 im Badminton. Es fand vom 13. bis zum 17. Dezember 2023 in Hangzhou statt.

## Sieger und Platzierte
| Disziplin    | Gold                        | Silber                     | Bronze                              |
| ------------ | --------------------------- | -------------------------- | ----------------------------------- |
| Herreneinzel | Viktor Axelsen              | Shi Yuqi                   | Anders Antonsen                     |
| Herreneinzel | Viktor Axelsen              | Shi Yuqi                   | Jonatan Christie                    |
| Dameneinzel  | Tai Tzu-ying                | Carolina Marín             | An Se-young                         |
| Dameneinzel  | Tai Tzu-ying                | Carolina Marín             | Chen Yufei                          |
| Herrendoppel | Kang Min-hyuk Seo Seung-jae | Liang Weikeng Wang Chang   | Fajar Alfian Muhammad Rian Ardianto |
| Herrendoppel | Kang Min-hyuk Seo Seung-jae | Liang Weikeng Wang Chang   | Liu Yuchen Ou Xuanyi                |
| Damendoppel  | Chen Qingchen Jia Yifan     | Baek Ha-na Lee So-hee      | Liu Shengshu Tan Ning               |
| Damendoppel  | Chen Qingchen Jia Yifan     | Baek Ha-na Lee So-hee      | Nami Matsuyama Chiharu Shida        |
| Mixed        | Zheng Siwei Huang Yaqiong   | Feng Yanzhe Huang Dongping | Seo Seung-jae Chae Yoo-jung         |
| Mixed        | Zheng Siwei Huang Yaqiong   | Feng Yanzhe Huang Dongping | Yuta Watanabe Arisa Higashino       |

## Herreneinzel

### Setzliste
1. Kodai Naraoka (Gruppenphase)
2. Jonatan Christie (Halbfinale)
3. Shi Yuqi (Finale)
4. Li Shifeng (Gruppenphase)

### Gruppe A
| Rank | Spieler         | Pld | W | L | GF | GA | GD | PF  | PA  | PD  | Pts | Qualifikation |
| ---- | --------------- | --- | - | - | -- | -- | -- | --- | --- | --- | --- | ------------- |
| 1    | Shi Yuqi        | 3   | 2 | 1 | 5  | 3  | +2 | 149 | 146 | +3  | 2   | Q             |
| 2    | Viktor Axelsen  | 3   | 2 | 1 | 4  | 3  | +1 | 138 | 109 | +29 | 2   | Q             |
| 3    | Anthony Ginting | 3   | 2 | 1 | 5  | 4  | +1 | 146 | 152 | −6  | 2   | ausgeschieden |
| 4    | Kodai Naraoka   | 3   | 0 | 3 | 2  | 6  | −4 | 130 | 156 | −26 | 0   | ausgeschieden |

| Datum    | Spieler 1      | Score | Spieler 2       | Set 1 | Set 2 | Set 3 |
| -------- | -------------- | ----- | --------------- | ----- | ----- | ----- |
| 13. Dez. | Kodai Naraoka  | 1–2   | Anthony Ginting | 21–10 | 10–21 | 18–21 |
| 13. Dez. | Shi Yuqi       | 2–0   | Viktor Axelsen  | 21–19 | 21–19 |       |
| 14. Dez. | Shi Yuqi       | 1–2   | Anthony Ginting | 21–11 | 7–21  | 17–21 |
| 14. Dez. | Kodai Naraoka  | 0–2   | Viktor Axelsen  | 17–21 | 9–21  |       |
| 15. Dez. | Kodai Naraoka  | 1–2   | Shi Yuqi        | 21–18 | 21–23 | 13–21 |
| 15. Dez. | Viktor Axelsen | 2–1   | Anthony Ginting | 16–21 | 21–7  | 21–13 |

### Gruppe B
| Rank | Spieler            | Pld | W | L | GF | GA | GD | PF  | PA  | PD  | Pts | Qualifikation |
| ---- | ------------------ | --- | - | - | -- | -- | -- | --- | --- | --- | --- | ------------- |
| 1    | Anders Antonsen    | 3   | 2 | 1 | 4  | 2  | +2 | 118 | 99  | +19 | 2   | Q             |
| 2    | Jonatan Christie   | 3   | 2 | 1 | 4  | 2  | +2 | 115 | 102 | +13 | 2   | Q             |
| 3    | Li Shifeng         | 3   | 2 | 1 | 4  | 2  | +2 | 115 | 111 | +4  | 2   | ausgeschieden |
| 4    | Kunlavut Vitidsarn | 3   | 0 | 3 | 0  | 6  | −6 | 91  | 127 | −36 | 0   | ausgeschieden |

| Datum    | Spieler 1        | Score | Spieler 2          | Set 1 | Set 2 | Set 3 |
| -------- | ---------------- | ----- | ------------------ | ----- | ----- | ----- |
| 13. Dez. | Li Shifeng       | 0–2   | Anders Antonsen    | 18–21 | 12–21 |       |
| 13. Dez. | Jonatan Christie | 2–0   | Kunlavut Vitidsarn | 21–18 | 21–8  |       |
| 14. Dez. | Li Shifeng       | 2–0   | Kunlavut Vitidsarn | 21–18 | 22–20 |       |
| 14. Dez. | Jonatan Christie | 2–0   | Anders Antonsen    | 21–16 | 21–18 |       |
| 15. Dez. | Anders Antonsen  | 2–0   | Kunlavut Vitidsarn | 21–16 | 21–11 |       |
| 15. Dez. | Jonatan Christie | 0–2   | Li Shifeng         | 13–21 | 18–21 |       |

### Endrunde
|  | Halbfinale | Halbfinale       | Halbfinale | Halbfinale | Halbfinale |  |  | Finale | Finale         | Finale | Finale | Finale |
|  |            |                  |            |            |            |  |  |        |                |        |        |        |
|  |            |                  |            |            |            |  |  |        |                |        |        |        |
|  | A1         | Shi Yuqi         | 21         | 21         |            |  |  |        |                |        |        |        |
|  | B2         | Jonatan Christie | 16         | 15         |            |  |  |        |                |        |        |        |
|  |            |                  |            |            |            |  |  | A1     | Shi Yuqi       | 11     | 12     |        |
|  |            |                  |            |            |            |  |  | A2     | Viktor Axelsen | 21     | 21     |        |
|  | A2         | Viktor Axelsen   | 21         | 21         |            |  |  |        |                |        |        |        |
|  | B1         | Anders Antonsen  | 9          | 14         |            |  |  |        |                |        |        |        |
|  |            |                  |            |            |            |  |  |        |                |        |        |        |

## Dameneinzel

### Setzliste
1. An Se-young (Halbfinale)
2. Chen Yufei (Halbfinale)
3. Tai Tzu-ying (Champion)
4. Carolina Marín (Finale)

### Gruppe A
| Rank | Spieler                  | Pld | W | L | GF | GA | GD | PF  | PA  | PD  | Pts | Qualifikation |
| ---- | ------------------------ | --- | - | - | -- | -- | -- | --- | --- | --- | --- | ------------- |
| 1    | An Se-young              | 3   | 2 | 1 | 4  | 2  | +2 | 120 | 104 | +16 | 2   | Q             |
| 2    | Tai Tzu-ying             | 3   | 2 | 1 | 4  | 3  | +1 | 137 | 126 | +11 | 2   | Q             |
| 3    | Gregoria Mariska Tunjung | 3   | 1 | 2 | 2  | 5  | −3 | 127 | 137 | −10 | 1   | ausgeschieden |
| 4    | Kim Ga-eun               | 3   | 1 | 2 | 4  | 4  | 0  | 144 | 161 | −17 | 1   | ausgeschieden |

| Datum    | Spieler 1                | Score | Spieler 2                | Set 1 | Set 2 | Set 3 |
| -------- | ------------------------ | ----- | ------------------------ | ----- | ----- | ----- |
| 13. Dez. | An Se-young              | 0–2   | Kim Ga-eun               | 18–21 | 18–21 |       |
| 13. Dez. | Tai Tzu-ying             | 2–0   | Gregoria Mariska Tunjung | 21–18 | 21–17 |       |
| 14. Dez. | An Se-young              | 2–0   | Gregoria Mariska Tunjung | 21–14 | 21–16 |       |
| 14. Dez. | Tai Tzu-ying             | 2–1   | Kim Ga-eun               | 21–15 | 21–23 | 21–11 |
| 15. Dez. | An Se-young              | 2–0   | Tai Tzu-ying             | 21–17 | 21–15 |       |
| 15. Dez. | Gregoria Mariska Tunjung | 2–1   | Kim Ga-eun               | 21–14 | 20–22 | 21–17 |

### Gruppe B
| Rank | Spieler        | Pld | W | L | GF | GA | GD | PF  | PA  | PD  | Pts | Qualifikation |
| ---- | -------------- | --- | - | - | -- | -- | -- | --- | --- | --- | --- | ------------- |
| 1    | Carolina Marín | 3   | 3 | 0 | 6  | 0  | +6 | 133 | 96  | +37 | 3   | Q             |
| 2    | Chen Yufei     | 3   | 2 | 1 | 4  | 3  | +1 | 148 | 124 | +24 | 2   | Q             |
| 3    | Han Yue        | 3   | 1 | 2 | 3  | 4  | −1 | 113 | 139 | −26 | 1   | ausgeschieden |
| 4    | Zhang Beiwen   | 3   | 0 | 3 | 0  | 6  | −6 | 92  | 127 | −35 | 0   | ausgeschieden |

| Datum    | Spieler 1      | Score | Spieler 2      | Set 1 | Set 2 | Set 3 |
| -------- | -------------- | ----- | -------------- | ----- | ----- | ----- |
| 13. Dez. | Carolina Marín | 2–0   | Zhang Beiwen   | 21–18 | 21–10 |       |
| 13. Dez. | Chen Yufei     | 2–1   | Han Yue        | 21–17 | 19–21 | 21–9  |
| 14. Dez. | Carolina Marín | 2–0   | Han Yue        | 21–11 | 21–12 |       |
| 14. Dez. | Chen Yufei     | 2–0   | Zhang Beiwen   | 21–13 | 21–15 |       |
| 15. Dez. | Han Yue        | 2–0   | Zhang Beiwen   | 22–20 | 21–16 |       |
| 15. Dez. | Chen Yufei     | 0–2   | Carolina Marín | 23–25 | 22–24 |       |

### Endrunde
|  | Halbfinale | Halbfinale     | Halbfinale | Halbfinale | Halbfinale |  |  | Finale | Finale         | Finale | Finale | Finale |
|  |            |                |            |            |            |  |  |        |                |        |        |        |
|  |            |                |            |            |            |  |  |        |                |        |        |        |
|  | A1         | An Se-young    | 21         | 15         | 20         |  |  |        |                |        |        |        |
|  | A2         | Tai Tzu-ying   | 19         | 21         | 22         |  |  |        |                |        |        |        |
|  |            |                |            |            |            |  |  | A2     | Tai Tzu-ying   | 12     | 21     | 21     |
|  |            |                |            |            |            |  |  | B1     | Carolina Marín | 21     | 14     | 18     |
|  | B2         | Chen Yufei     | 17         | 21         | 13         |  |  |        |                |        |        |        |
|  | B1         | Carolina Marín | 21         | 19         | 21         |  |  |        |                |        |        |        |
|  |            |                |            |            |            |  |  |        |                |        |        |        |

## Herrendoppel

### Setzliste
1. Liang Weikeng / Wang Chang (Finale)
2. Fajar Alfian / Muhammad Rian Ardianto (Halbfinale)
3. Kang Min-hyuk / Seo Seung-jae (Champions)
4. Aaron Chia / Soh Wooi Yik (Gruppenphase)

### Gruppe A
| Rank | Spieler                    | Pld | W | L | GF | GA | GD | PF  | PA  | PD  | Pts | Qualifikation |
| ---- | -------------------------- | --- | - | - | -- | -- | -- | --- | --- | --- | --- | ------------- |
| 1    | Liu Yuchen Ou Xuanyi       | 3   | 3 | 0 | 6  | 2  | +4 | 162 | 143 | +19 | 3   | Q             |
| 2    | Liang Weikeng Wang Chang   | 3   | 2 | 1 | 5  | 3  | +2 | 159 | 143 | +16 | 2   | Q             |
| 3    | Takuro Hoki Yugo Kobayashi | 3   | 1 | 2 | 2  | 5  | −3 | 123 | 141 | −18 | 1   | ausgeschieden |
| 4    | Aaron Chia Soh Wooi Yik    | 3   | 0 | 3 | 3  | 6  | −3 | 161 | 178 | −17 | 0   | ausgeschieden |

| Datum    | Paarung 1                  | Score | Paarung 2                  | Set 1 | Set 2 | Set 3 |
| -------- | -------------------------- | ----- | -------------------------- | ----- | ----- | ----- |
| 13. Dez. | Aaron Chia Soh Wooi Yik    | 1–2   | Takuro Hoki Yugo Kobayashi | 16–21 | 21–14 | 18–21 |
| 13. Dez. | Liang Weikeng Wang Chang   | 1–2   | Liu Yuchen Ou Xuanyi       | 18–21 | 21–16 | 16–21 |
| 14. Dez. | Aaron Chia Soh Wooi Yik    | 1–2   | Liu Yuchen Ou Xuanyi       | 21–19 | 18–21 | 20–22 |
| 14. Dez. | Liang Weikeng Wang Chang   | 2–0   | Takuro Hoki Yugo Kobayashi | 23–21 | 21–17 |       |
| 15. Dez. | Liang Weikeng Wang Chang   | 2–1   | Aaron Chia Soh Wooi Yik    | 18–21 | 21–14 | 21–12 |
| 15. Dez. | Takuro Hoki Yugo Kobayashi | 0–2   | Liu Yuchen Ou Xuanyi       | 12–21 | 17–21 |       |

### Gruppe B
| Rank | Spieler                               | Pld | W | L | GF | GA | GD | PF  | PA  | PD  | Pts | Qualifikation |
| ---- | ------------------------------------- | --- | - | - | -- | -- | -- | --- | --- | --- | --- | ------------- |
| 1    | Fajar Alfian Muhammad Rian Ardianto   | 3   | 2 | 1 | 5  | 2  | +3 | 137 | 123 | +14 | 2   | Q             |
| 2    | Kang Min-hyuk Seo Seung-jae           | 3   | 2 | 1 | 5  | 3  | +2 | 155 | 134 | +21 | 2   | Q             |
| 3    | Kim Astrup Anders Skaarup Rasmussen   | 3   | 2 | 1 | 4  | 3  | +1 | 132 | 118 | +14 | 2   | ausgeschieden |
| 4    | Muhammad Shohibul Fikri Bagas Maulana | 3   | 0 | 3 | 0  | 6  | −6 | 77  | 126 | −49 | 0   | ausgeschieden |

| Datum    | Paarung 1                           | Score | Paarung 2                             | Set 1 | Set 2 | Set 3 |
| -------- | ----------------------------------- | ----- | ------------------------------------- | ----- | ----- | ----- |
| 13. Dez. | Fajar Alfian Muhammad Rian Ardianto | 2–0   | Muhammad Shohibul Fikri Bagas Maulana | 21–14 | 21–19 |       |
| 13. Dez. | Kang Min-hyuk Seo Seung-jae         | 1–2   | Kim Astrup Anders Skaarup Rasmussen   | 10–21 | 21–15 | 22–24 |
| 14. Dez. | Kang Min-hyuk Seo Seung-jae         | 2–0   | Muhammad Shohibul Fikri Bagas Maulana | 21–9  | 21–12 |       |
| 14. Dez. | Fajar Alfian Muhammad Rian Ardianto | 2–0   | Kim Astrup Anders Skaarup Rasmussen   | 21–12 | 21–18 |       |
| 15. Dez. | Fajar Alfian Muhammad Rian Ardianto | 1–2   | Kang Min-hyuk Seo Seung-jae           | 20–22 | 21–17 | 12–21 |
| 15. Dez. | Kim Astrup Anders Skaarup Rasmussen | 2–0   | Muhammad Shohibul Fikri Bagas Maulana | 21–17 | 21–6  |       |

### Endrunde
|  | Halbfinale | Halbfinale                          | Halbfinale | Halbfinale | Halbfinale |  |  | Finale | Finale                      | Finale | Finale | Finale |
|  |            |                                     |            |            |            |  |  |        |                             |        |        |        |
|  |            |                                     |            |            |            |  |  |        |                             |        |        |        |
|  | A1         | Liu Yuchen Ou Xuanyi                | 13         | 12         |            |  |  |        |                             |        |        |        |
|  | B2         | Kang Min-hyuk Seo Seung-jae         | 21         | 21         |            |  |  |        |                             |        |        |        |
|  |            |                                     |            |            |            |  |  | B2     | Kang Min-hyuk Seo Seung-jae | 21     | 22     |        |
|  |            |                                     |            |            |            |  |  | A2     | Liang Weikeng Wang Chang    | 17     | 20     |        |
|  | A2         | Liang Weikeng Wang Chang            | 22         | 12         | 21         |  |  |        |                             |        |        |        |
|  | B1         | Fajar Alfian Muhammad Rian Ardianto | 20         | 21         | 16         |  |  |        |                             |        |        |        |
|  |            |                                     |            |            |            |  |  |        |                             |        |        |        |

## Damendoppel

### Setzliste
1. Chen Qingchen / Jia Yifan (Champions)
2. Baek Ha-na / Lee So-hee (Finale)
3. Mayu Matsumoto / Wakana Nagahara (zurückgezogen)
4. Nami Matsuyama / Chiharu Shida (Halbfinale)

### Gruppe A
| Rank | Spieler                                     | Pld | W | L | GF | GA | GD | PF | PA | PD  | Pts | Qualifikation |
| ---- | ------------------------------------------- | --- | - | - | -- | -- | -- | -- | -- | --- | --- | ------------- |
| 1    | Chen Qingchen Jia Yifan                     | 2   | 2 | 0 | 4  | 0  | +4 | 84 | 55 | +29 | 2   | Q             |
| 2    | Liu Shengshu Tan Ning                       | 2   | 1 | 1 | 2  | 2  | 0  | 73 | 63 | +10 | 1   | Q             |
| 3    | Apriyani Rahayu Siti Fadia Silva Ramadhanti | 2   | 0 | 2 | 0  | 4  | −4 | 45 | 84 | −39 | 0   | ausgeschieden |
| 4    | Mayu Matsumoto Wakana Nagahara (Z)          | −   | − | − | −  | −  | −  | −  | −  | −   | −   | zurückgezogen |

(Z) zurückgezogen nach 2 Spielen
| Datum    | Paarung 1                      | Score          | Paarung 2                                   | Set 1    | Set 2    | Set 3    |
| -------- | ------------------------------ | -------------- | ------------------------------------------- | -------- | -------- | -------- |
| 13. Dez. | Chen Qingchen Jia Yifan        | 2–0            | Liu Shengshu Tan Ning                       | 21–14    | 21–17    |          |
| 13. Dez. | Mayu Matsumoto Wakana Nagahara | 1–2 (ungültig) | Apriyani Rahayu Siti Fadia Silva Ramadhanti | 21–11    | 16–21    | 18–21    |
| 14. Dez. | Mayu Matsumoto Wakana Nagahara | 1–1 (ungültig) | Liu Shengshu Tan Ning                       | 21–19    | 11–21    | 0r−0     |
| 14. Dez. | Chen Qingchen Jia Yifan        | 2–0            | Apriyani Rahayu Siti Fadia Silva Ramadhanti | 21–10    | 21–14    |          |
| 15. Dez. | Liu Shengshu Tan Ning          | 2–0            | Apriyani Rahayu Siti Fadia Silva Ramadhanti | 21–13    | 21–8     |          |
| 15. Dez. | Chen Qingchen Jia Yifan        | nicht gespielt | Mayu Matsumoto Wakana Nagahara              | abgesagt | abgesagt | abgesagt |

### Gruppe B
| Rank | Spieler                                     | Pld | W | L | GF | GA | GD | PF  | PA  | PD  | Pts | Qualifikation |
| ---- | ------------------------------------------- | --- | - | - | -- | -- | -- | --- | --- | --- | --- | ------------- |
| 1    | Baek Ha-na Lee So-hee                       | 3   | 3 | 0 | 6  | 1  | +5 | 136 | 116 | +20 | 3   | Q             |
| 2    | Nami Matsuyama Chiharu Shida                | 3   | 2 | 1 | 5  | 2  | +3 | 139 | 103 | +36 | 2   | Q             |
| 3    | Kim So-young Kong Hee-yong                  | 3   | 1 | 2 | 2  | 4  | −2 | 100 | 119 | −19 | 1   | ausgeschieden |
| 4    | Jongkolphan Kititharakul Rawinda Prajongjai | 3   | 0 | 3 | 0  | 6  | −6 | 89  | 126 | −37 | 0   | ausgeschieden |

| Datum    | Paarung 1                    | Score | Paarung 2                                   | Set 1 | Set 2 | Set 3 |
| -------- | ---------------------------- | ----- | ------------------------------------------- | ----- | ----- | ----- |
| 13. Dez. | Baek Ha-na Lee So-hee        | 2–0   | Kim So-young Kong Hee-yong                  | 21–11 | 22–20 |       |
| 13. Dez. | Nami Matsuyama Chiharu Shida | 2–0   | Jongkolphan Kititharakul Rawinda Prajongjai | 21–15 | 21–10 |       |
| 14. Dez. | Baek Ha-na Lee So-hee        | 2–0   | Jongkolphan Kititharakul Rawinda Prajongjai | 21–15 | 21–15 |       |
| 14. Dez. | Nami Matsuyama Chiharu Shida | 2–0   | Kim So-young Kong Hee-yong                  | 21–13 | 21–14 |       |
| 15. Dez. | Baek Ha-na Lee So-hee        | 2–1   | Nami Matsuyama Chiharu Shida                | 21–18 | 9–21  | 21–16 |
| 15. Dez. | Kim So-young Kong Hee-yong   | 2–0   | Jongkolphan Kititharakul Rawinda Prajongjai | 21–15 | 21–19 |       |

### Endrunde
|  | Halbfinale | Halbfinale                   | Halbfinale | Halbfinale | Halbfinale |  |  | Finale | Finale                  | Finale | Finale | Finale |
|  |            |                              |            |            |            |  |  |        |                         |        |        |        |
|  |            |                              |            |            |            |  |  |        |                         |        |        |        |
|  | A1         | Chen Qingchen Jia Yifan      | 21         | 21         |            |  |  |        |                         |        |        |        |
|  | A2         | Liu Shengshu Tan Ning        | 12         | 15         |            |  |  |        |                         |        |        |        |
|  |            |                              |            |            |            |  |  | A1     | Chen Qingchen Jia Yifan | 21     | 21     |        |
|  |            |                              |            |            |            |  |  | B1     | Baek Ha-na Lee So-hee   | 16     | 16     |        |
|  | B2         | Nami Matsuyama Chiharu Shida | 17         | 21         | 18         |  |  |        |                         |        |        |        |
|  | B1         | Baek Ha-na Lee So-hee        | 21         | 18         | 21         |  |  |        |                         |        |        |        |
|  |            |                              |            |            |            |  |  |        |                         |        |        |        |

## Mixed

### Setzliste
1. Feng Yanzhe / Huang Dongping (Finale)
2. Zheng Siwei / Huang Yaqiong (Champions)
3. Seo Seung-jae / Chae Yoo-jung (Halbfinale)
4. Yuta Watanabe / Arisa Higashino (Halbfinale)

### Gruppe A
| Rank | Spieler                                        | Pld | W | L | GF | GA | GD | PF  | PA  | PD  | Pts | Qualifikation |
| ---- | ---------------------------------------------- | --- | - | - | -- | -- | -- | --- | --- | --- | --- | ------------- |
| 1    | Feng Yanzhe Huang Dongping                     | 3   | 3 | 0 | 6  | 2  | +4 | 157 | 128 | +29 | 3   | Q             |
| 2    | Yuta Watanabe Arisa Higashino                  | 3   | 1 | 2 | 4  | 4  | 0  | 149 | 145 | +4  | 1   | Q             |
| 3    | Dechapol Puavaranukroh Sapsiree Taerattanachai | 3   | 1 | 2 | 3  | 5  | −2 | 141 | 149 | −8  | 1   | ausgeschieden |
| 4    | Chen Tang Jie Toh Ee Wei                       | 3   | 1 | 2 | 3  | 5  | −2 | 130 | 155 | −25 | 1   | ausgeschieden |

| Datum    | Paarung 1                                      | Score | Paarung 2                                      | Set 1 | Set 2 | Set 3 |
| -------- | ---------------------------------------------- | ----- | ---------------------------------------------- | ----- | ----- | ----- |
| 13. Dez. | Yuta Watanabe Arisa Higashino                  | 2–0   | Dechapol Puavaranukroh Sapsiree Taerattanachai | 21–16 | 21–14 |       |
| 13. Dez. | Feng Yanzhe Huang Dongping                     | 2–0   | Chen Tang Jie Toh Ee Wei                       | 21–10 | 21–13 |       |
| 14. Dez. | Yuta Watanabe Arisa Higashino                  | 1–2   | Chen Tang Jie Toh Ee Wei                       | 21–12 | 16–21 | 16–21 |
| 14. Dez. | Feng Yanzhe Huang Dongping                     | 2–1   | Dechapol Puavaranukroh Sapsiree Taerattanachai | 12–21 | 21–12 | 21–18 |
| 15. Dez. | Dechapol Puavaranukroh Sapsiree Taerattanachai | 2–1   | Chen Tang Jie Toh Ee Wei                       | 18–21 | 21–18 | 21–14 |
| 15. Dez. | Feng Yanzhe Huang Dongping                     | 2–1   | Yuta Watanabe Arisa Higashino                  | 21–16 | 19–21 | 21–17 |

### Gruppe B
| Rank | Spieler                     | Pld | W | L | GF | GA | GD | PF  | PA  | PD  | Pts | Qualifikation |
| ---- | --------------------------- | --- | - | - | -- | -- | -- | --- | --- | --- | --- | ------------- |
| 1    | Zheng Siwei Huang Yaqiong   | 3   | 3 | 0 | 6  | 1  | +5 | 154 | 133 | +21 | 3   | Q             |
| 2    | Seo Seung-jae Chae Yoo-jung | 3   | 2 | 1 | 4  | 3  | +1 | 141 | 131 | +10 | 2   | Q             |
| 3    | Tang Chun Man Tse Ying Suet | 3   | 1 | 2 | 3  | 5  | −2 | 146 | 163 | −17 | 1   | ausgeschieden |
| 4    | Kim Won-ho Jeong Na-eun     | 3   | 0 | 3 | 2  | 6  | −4 | 156 | 170 | −14 | 0   | ausgeschieden |

| Datum    | Paarung 1                   | Score | Paarung 2                   | Set 1 | Set 2 | Set 3 |
| -------- | --------------------------- | ----- | --------------------------- | ----- | ----- | ----- |
| 13. Dez. | Zheng Siwei Huang Yaqiong   | 2–0   | Tang Chun Man Tse Ying Suet | 21–17 | 21–17 |       |
| 13. Dez. | Seo Seung-jae Chae Yoo-jung | 2–0   | Kim Won-ho Jeong Na-eun     | 23–21 | 21–12 |       |
| 14. Dez. | Zheng Siwei Huang Yaqiong   | 2–1   | Kim Won-ho Jeong Na-eun     | 18–21 | 27–25 | 21–15 |
| 14. Dez. | Seo Seung-jae Chae Yoo-jung | 2–1   | Tang Chun Man Tse Ying Suet | 17–21 | 21–13 | 21–18 |
| 15. Dez. | Zheng Siwei Huang Yaqiong   | 2–0   | Seo Seung-jae Chae Yoo-jung | 21–15 | 25–23 |       |
| 15. Dez. | Kim Won-ho Jeong Na-eun     | 1–2   | Tang Chun Man Tse Ying Suet | 23–25 | 21–14 | 18–21 |

### Endrunde
|  | Halbfinale | Halbfinale                    | Halbfinale | Halbfinale | Halbfinale |  |  | Finale | Finale                     | Finale | Finale | Finale |
|  |            |                               |            |            |            |  |  |        |                            |        |        |        |
|  |            |                               |            |            |            |  |  |        |                            |        |        |        |
|  | A1         | Feng Yanzhe Huang Dongping    | 21         | 23         |            |  |  |        |                            |        |        |        |
|  | A2         | Yuta Watanabe Arisa Higashino | 19         | 21         |            |  |  |        |                            |        |        |        |
|  |            |                               |            |            |            |  |  | A1     | Feng Yanzhe Huang Dongping | 11     | 18     |        |
|  |            |                               |            |            |            |  |  | B1     | Zheng Siwei Huang Yaqiong  | 21     | 21     |        |
|  | B2         | Seo Seung-jae Chae Yoo-jung   | 12         | 5          |            |  |  |        |                            |        |        |        |
|  | B1         | Zheng Siwei Huang Yaqiong     | 21         | 21         |            |  |  |        |                            |        |        |        |
|  |            |                               |            |            |            |  |  |        |                            |        |        |        |